# Elizabeth Nyaruai
Elizabeth Nyaruai est la première femme officier de police du Kenya. Elle vit seule dans une hutte en terre sur un terrain de 89 acres donné à la fin des années 1960 par le président Jomo Kenyatta dans les zones semi-arides du district sud de Nyeri,.

## Biographie

### Enfance et formations
Elizabeth Nyaruai est née en 1927 et est élevée dans une ferme de colons blancs où son père travaillait comme gardien de troupeau,.

## Scoutisme
Elizabeth Nyaruai est l'une des premières femmes kényanes à rejoindre le mouvement scout. Après qu'un colon blanc ait remarqué sa générosité, il la convainc de devenir scout. Elle a dix ans. Elizabeth Nyaruai a rencontré Lord Baden-Powell, le fondateur du scoutisme,.